# Katarzyna Kulwicka
Katarzyna Kowalska, coniugata Kulwicka (21 novembre 1964), è un'ex cestista polacca.

## Carriera
Con la Polonia ha disputato i Campionati europei del 1991.